# Shaibu Amodu
Shaibu Amodu est un footballeur puis entraîneur nigerian, né le 18 avril 1958 dans l'État d'Edo et mort le 10 juin 2016 à Lagos.
Il entraîne notamment les équipes des Shooting Stars, les BCC Lions, les Orlando Pirates ou les Sharks. Il est également à plusieurs reprises sélectionneur de Super Eagles du Nigeria.

## Biographie
Il est l'entraîneur nigérian le plus titré avec notamment une Coupe d'Afrique des vainqueurs de coupe en 1990, un championnat du Nigeria en 1994 et 5 victoires en coupe du Nigeria (1989, 1991, 1992, 1993 et 1994).
En 2007, il est entraîneur de l'équipe de Beach Soccer du Nigeria. Il emmène l'équipe en quart-de-finale de la Coupe du monde de beach soccer 2007.
En avril 2008, il est de nouveau nommé sélectionneur des Super Eagles avec comme adjoint Daniel Amokachi. Il a signé un contrat de 2 ans avec pour mission la qualification à la Coupe du monde 2010 prévue en Afrique du Sud et à la CAN 2010 en Angola. Il est remercié en février 2010 malgré la troisième place à la CAN 2010.

## Carrière d'entraîneur
- 1989-1991 : BCC Lions
- 1991-1992 : El-Kanemi Warriors
- 1993-1994 : BCC Lions
- 1994–1997 :  Nigeria
- 1998 : Orlando Pirates
- avril 2001–février 2002 :  Nigeria
- 2003–2005 : Sharks Football Club
- 2007 : Équipe de Beach Soccer du Nigeria
- avril 2008–fév.2010 :  Nigeria

## Palmarès
- Coupe d'Afrique des vainqueurs de coupe
  - Victoire en 1990 (BCC Lions).

- Championnat du Nigeria
  - Champion : 1994 (BCC Lions)

- Coupe du Nigeria
  - Vainqueur : 1989, 1993, 1994 (BCC Lions) et 1991, 1992 (El-Kanemi Warriors).

- Coupe d'Afrique des nations :
  - 3e en 2002 et 2010.